# 盎博罗削伊利亚特

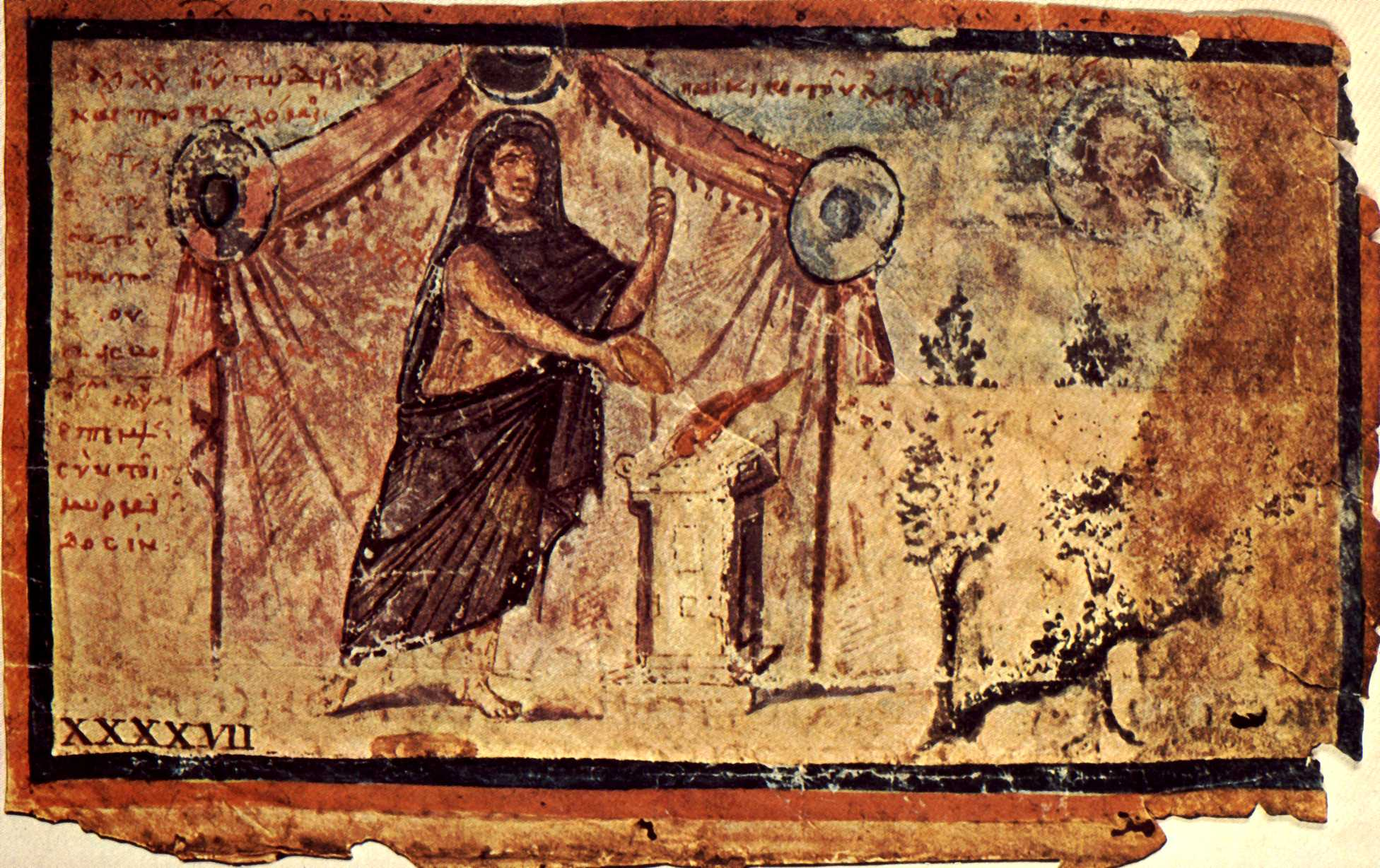
阿喀琉斯向宙斯献祭

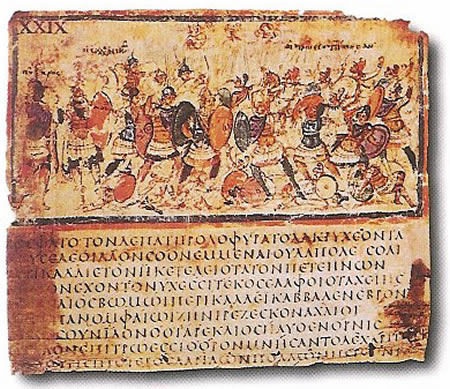
插图29

盎博罗削伊利亚特（Ambrosian Iliad）或称插图伊利亚特（拉丁語：。米兰盎博罗削图书馆编号：Cod. F. 205 Inf.），又译为安布罗斯伊利亚特，是一份荷马史诗《伊利亚特》的5世纪羊皮纸泥金裝飾手抄本。该抄本收藏在盎博罗削图书馆，故名。一般认为该抄本的书写于约493-508年之间的君士坦丁堡。这个时间是由拉努奇奥·班迪内利（Ranuccio Bandinelli）推测出来的，因为这份手稿上大量运用绿色，而这正是该时段的流行风潮。 这之后手稿被切割出了数份细密画。这份手稿是现存最早的泥金裝飾手抄本之一。而且还是古典时代唯一留存下来的插图本荷马史诗。而且是古典时代留存下来仅有的三份插图古典文学抄本之一，另外两份分别是《梵蒂冈维吉尔抄本》和《罗马维吉尔抄本》。

## 深入阅读
- Guglielmo Cavallo: Osservazioni di un paleografo per la data e l'origine dell'Iliade Ambrosiana, in: Dialoghi di Archeologia 7, 1973, p. 70–85
- Weitzmann, Kurt, ed., Age of spirituality: late antique and early Christian art, third to seventh century （页面存档备份，存于）, no. 193, 1979, Metropolitan Museum of Art, New York, ISBN 9780870991790; full text available online from The Metropolitan Museum of Art Libraries